# 札幌外科記念病院
札幌外科記念病院（さっぽろげかきねんびょういん）は北海道札幌市中央区にある私立病院である。

## 診療科
出典
- 内科
- 消化器内科
- 外科
- 消化器外科
- 小児外科
- 肛門科
- 整形外科
- 放射線科
- リハビリテーション科
- 循環器内科
- 循環器外科

## 指定機関・学会認定
出典

### 指定機関
| 社会保険         | 国民健康保険 |
| 生活保護         | 労災保険     |
| 身体障害者福祉   | 精神衛生     |
| 母子保護         | 老人保護     |
| 児童福祉法指定医 | 救急指定病院 |
| 二次救急病院     |              |

### 学会認定
| 日本外科学会 外科専門医制度修練施設         |
| 日本消化器外科学会 専門医制度による認定施設 |